# تعريف معجمي
التعريف المعجمي هو تعريف معنى المصطلح في الاستعمال العامي. ويكون وصفياً لا ضبطياً، أي يصف الاستعمال دون النظر في صحتها.